# Dimitar Momirov
Dimitar Momirov (bolgárul: Димитър Момиров) (Várna, 1951. június 8. –) bolgár nemzetközi labdarúgó-játékvezető.

## Pályafutása

### Nemzeti játékvezetés
1989-ben lett az I. Liga játékvezetője. A nemzeti játékvezetéstől 1997-ben vonult vissza.

### Nemzetközi játékvezetés
A Bolgár labdarúgó-szövetség Játékvezető Bizottsága (JB) terjesztette fel nemzetközi játékvezetőnek, a Nemzetközi Labdarúgó-szövetség (FIFA) 1991-től tartotta nyilván bírói keretében. Több nemzetek közötti válogatott és klubmérkőzést vezetett. A bolgár nemzetközi játékvezetők rangsorában, a világbajnokság-Európa-bajnokság sorrendjében többedmagával a 21. helyet foglalja el 1 találkozó szolgálatával. Az aktív nemzetközi játékvezetéstől 1997-ben  búcsúzott.

#### Európa-bajnokság
Az európai-labdarúgó torna döntőjéhez vezető úton Angliába a X., az 1996-os labdarúgó-Európa-bajnokságra az UEFA JB játékvezetőként foglalkoztatta.

##### 1996-os labdarúgó-Európa-bajnokság

###### Selejtező mérkőzés
| Időpont           | Helyszín                           | Mérkőzés típusa           | Mérkőzés             | Eredmény | Nézők száma |
| ----------------- | ---------------------------------- | ------------------------- | -------------------- | -------- | ----------- |
| 1995. április 26. | Hüseyin Avni Aker Stadion, Trabzon | előselejtező (1. csoport) | Azerbajdzsán–Románia | 1 : 4    | 372         |

## Magyar vonatkozás
Várnai női nemzetközi labdarúgó torna.
| Időpont           | Helyszín              | Mérkőzés típusa                | Mérkőzés                                  | Eredmény | Nézők száma |
| ----------------- | --------------------- | ------------------------------ | ----------------------------------------- | -------- | ----------- |
| 1992. március 30. | Városi Stadion, Várna | csoportmérkőzés (52. mérkőzés) | Magyarország–Spanyolország                | 1 – 0    | 300         |
| 1992. április 5.  | Városi Stadion, Várna | csoportmérkőzés                | Magyar női labdarúgó-válogatott–Dél-Korea | 0 – 3    | 300         |